# 松尾宗仁
松尾 宗仁（まつお そうにん、英語表記：Sounin Matsuo、1962年9月15日 - ）は、日本のギタリスト、ボーカリスト、作曲家、音楽プロデューサー。福岡県福岡市出身。

## 来歴
1986年 - グラスデッドフリッカーズを経て、ZIGGYに加入。
1987年 - ZIGGYのギタリストとしてメジャー・デビュー。
1992年 - 音楽性の相違によりZIGGYを脱退。
1993年 - 新人ボーカリスト妹尾研祐とのユニット"ZNX"を結成。
1996年 - ZNX活動休止。
1997年 - 高樹リオとのユニット"TRYBECCA"を結成。パブリック・イメージ在籍者としてこのユニットのみ、月光恵亮プロデュースを受けていた。
1998年 - ZIGGYに復帰。THE KING OF GYPSYZとしてシークレットライブを行う。
2000年 - 1月、ZIGGYを一時休止し、SNAKE HIP SHAKESとしての活動を開始。
2002年 - 3月、SNAKE HIP SHAKESとしての活動を終え、ZIGGYを再開。
2003年 - 新プロジェクトGlass Dorcus（グラス・ドルクス）を結成、ミニアルバム「Glass Dorcus」リリース。
2004年 - 初のソロアルバム「Like A Rolling Stone」リリース。
2005年 - 森重樹一との新プロジェクトTHE PRODIGAL SONS活動開始、アコースティックを軸にしたユニット形態。
2008年 - ZIGGY無期限の活動休止決定。
2009年 - THE PRODIGAL SONSに、JIMMY（G）、JAMES（Ba）、大島治彦（Dr）が参加しバンド形態になる。
2011年 - THE PRODIGAL SONSから森重樹一が2月27日渋谷La.mamaライブを以て脱退。これに伴い、松尾宗仁がボーカリストの兼任を開始。
2012年 - 11月、THE PRODIGAL SONSの活動休止を発表し、ソロとしての活動を宣言。
2013年 - 松尾宗仁&ブラックリムジンを結成。
2014年 - 3月、アルバム「松尾宗仁&ブラックリムジン」をリリース。

## ディスコグラフィ
松尾宗仁ソロ作品
- オリジナル・アルバム
  - Like A Rolling Stone （2004年10月21日　meldac　MECR-2016）

大島治彦、穴井仁吉、三国義貴などが参加。
- ライブ・アルバム
  - ACOUSTIC SOLO LIVE AT LIVEBAR440 （2013年）

## その他の作品
ZIGGY
ZNX
TRYBECCA
- シングル
  - 愛なんてなんだろう!! （1997年9月25日　banquet　WPDV-7121）
  - 永遠のEVERYDAYS （1998年2月25日　banquet　WPDV-7136）
- オリジナル・アルバム
  - つばめの巣のスープ （1997年11月5日　banquet　WPCV-7415）

SNAKE HIP SHAKES
- シングル
  - 永遠のjustice ～この道の果てに～（2000年6月21日　meldac　MECR-12107）
  - RIVER OF TEARS（2001年3月23日　meldac　MECR-1010）
  - RAIN（2001年11月21日　meldac　MECR-1021）
- オリジナル・アルバム
  - SNAKE HIP SHAKES（2000年7月26日　meldac　MECR-30123）
  - VIRAGO（2001年4月25日　meldac　MECR-3001）
  - NEVER SAY DIE（2001年12月19日　meldac　MECR-3010）
- セルフカバー・アルバム
  - NO DOUBT -ZIGGY SONGS PLAYED BY SNAKE HIP SHAKES-（2000年10月25日　meldac　MECR-30124）
- ベスト・アルバム
  - WORST -VERY BEST OF SNAKE HIP SHAKES（2003年12月19日　meldac）
    - DVD LIMITED EDITION（MECR-3019）
    - 通常盤（MECR-2004）
- DVD
  - LIVE FILM 2001-TOUR “VIRAGO” 2001 TOKYO SHIBUYA-AX-（2001年　meldac　MEBR-5001）
  - SNAKE HIP SHAKES FILM 2002-LIVE & 5 CLIPS-（2002年　meldac　MEBR-4001）

Glass Dorcus
- オリジナル・アルバム
  - Glass Dorcus （2004年9月3日　STARFUCKER RECORDS　STFU-0003）

THE PRODIGAL SONS
- オリジナル・アルバム
  - いびつな宝石 [CD+DVD] （2006年2月22日　meldac　TKCA-72981）
  - 夜が終わる頃に （2006年12月6日　meldac　TKCA-73145）
  - 非常ベルが鳴り止まない （2009年7月3日　ジェネオン・ユニバーサル・エンターテイメント）
    - <初回生産限定盤>[CD+DVD] （GNCL-1209）
    - <通常盤> （GNCL-1210）

  - 青い鳥 ～期待の無い朝希望は降る～ （2011年2月16日　shooting star　XQKD-1001）
  - Valley Of The Sun （2012年6月27日　shooting star　XQKD-1002）
- ライブ・アルバム
  - LOVE ME LIVE （2008年10月17日　会場限定）
  - Still Live （2009年12月2日　NBCユニバーサル・エンターテイメントジャパン　GNCL-1227）
- DVD
  - Live at SHIBUYA-AX & TOUR DOCUMENT 2006 （2006年7月26日　meldac　TKBA-1094）
  - LIVE!!BOOTLEG -ウラとオモテ- （2007年3月14日　JAPAN RECORD　TKBA-1103）
  - 黒くぬれ! （2008年　会場限定）
  - Still Live （2009年12月2日　NBCユニバーサル・エンターテイメントジャパン　GNBL-1026）
  - 実録 放蕩息子会合 吉祥寺編 弐千拾年睦月拾参日・漆月拾玖日 -THE PRODIGAL SONS LIVE at GB 2010.06.13and07.19- （2011年2月16日　shooting star　SS-10301）
  - 実録 放蕩息子会合 渋谷編 地下室脱会手打完全収録 弐千拾壱年弐月弐拾漆日 （2011年8月10日　shooting star　SS-11451）
  - 実録 放蕩息子会合 九州、佐賀編 ～懐かしのシマで談合～ （2013年5月22日　shooting star　SS-13391）

松尾宗仁&ブラックリムジン
- オリジナル・アルバム
  - 松尾宗仁&ブラックリムジン （2014年3月26日　shooting star　XQKD-1003）

## 参加作品
- 白浜久 アルバム「90's PARADOX」（1991年4月19日　TOCP-6611） ギター・ゲスト参加
- 7th Heaven アルバム「HOPE YOU LIKE IT」（1994年9月22日　SR371） プロデュース・ゲスト参加。
- Carmine Appice アルバム「Guitar Zeus Japan」（1999年9月18日　RCCA-1001）ギター・ゲスト参加
- THE BEGGARS アルバム「Crackin Baby」（2016年2月3日　SE-101）ギター・ゲスト参加